# تعليم اللاجئين والمهاجرين والمشردين داخليا
تعليم اللاجئين والمهاجرين والمشردين داخليا هو عملية تعليم وإعطاء المعرفة والمهارات للاجئين والمهاجرين والمشردين داخليا للمشاركة الكاملة في المجتمع والحصول على التعليم هو حق أساسي من حقوق الإنسان كما جاء في الإعلان العالمي لحقوق الإنسان والتعليم هو الطريقة الأساسية التي يمكن من خلالها للمهاجرين النازحين والمهمشين انتشال أنفسهم من الفقر والمشاركة في مجتمعاتهم.
ان توفير الفرصة للتعليم والازدهار من خلال التعليم يمكن ان يعطي فرصه للأطفال والبالغين اللاجئين من ان يعيشوا حياة مرضية وهو وسيلة لإنجاز/ تحقيق كامل لحقوق الإنسان الأخرى.
يمكن ان يوفر تعليم اللاجئين الامل والاحتمالات طويلة الاجل للاستقرار والسلام المستدام للأفراد والمجتمعات والبلدان والمجتمع.

## خلفية
ان توفير الفرصة للتعليم والازدهار من خلال التعليم يمكن ان يعطي فرصه للأطفال والبالغين اللاجئين من ان يعيشوا حياة مرضية وهو وسيلة لإنجاز أو تحقيق كامل لحقوق الإنسان الأخرى..
اعتبارا من عام 2017 قدر عدد النازحين قسرا في جميع انحاء العالم ب 68.5 مليون من قبل المفوضية بما في ذلك 40 مليون نازحا داخليا و25.4 مليون لاجئ و3.1 مليون طالب لجوء. أكثر من نصف اللاجئين البالغ عددهم 25.4 مليون هم من الأطفال (دون سن 18 عاما).
الأطفال اللاجئون أكثر عرضة بخمس مرات للبقاء خارج المدرسة مقارنة بأقرانهم حول العالم كلما ارتفع مستوى التعليم قل احتمال حضور اللاجئين.
في عام 2017 التحق 61%من الأطفال اللاجئين بالمدارس الابتدائية مقارنة ب 92% على مستوى العالم. والتحقق 23% من اللاجئين المراهقين بالمرحلة الثانوية مقارنة ب 84% على مستوى العالم. وفي عام 2016 كان 1% من اللاجئين الشباب مسجلين في التعليم العالي مقارنة ب 34% على مستوى العالم.
الغرض من تعليم اللاجئين والأطفال هو حمايتهم من «التجنيد القسري في الجماعات المسلحة وعمالة الأطفال والاستغلال الجنسي وزواج الأطفال»(مفوضية الأمم المتحدة لحقوق الانسان والتعليم).

## التحديات

نظرة عامة على التحديات الرئيسية المتعلقة بتعليم اللاجئين

لا يؤثر التعليم على مواقف المهاجرين وتطلعاتهم ومعتقداتهم فحسب، بل يؤثر أيضًا على الذين يستضيفونهم ويؤدي التنوع المتزايد في الفصول الدراسية تحديات وفرصًا للتعلم من الثقافات والتجارب الأخرى. تواجه الدول تحديًا يتمثل في الوفاء بالالتزام الدولي باحترام الحق في التعليم للجميع، بدءًا من تلبية احتياجات أولئك الذين يتكدسون في الأحياء الفقيرة إلى البقاء على قيد الحياة أو في انتظار وضع قانوني للاجئ.
يتعين على المعلمين التعامل مع الفصول الدراسية متعددة اللغات والصدمات النفسية التي تؤثر على الطلاب اللاجئين ويجب تحديد المؤهلات والمعارف المسبقة للطلاب اللاجئين للاستفادة القصوى من مهاراتهم.
يتم استضافة ما يقرب من 85٪ من 25.1 مليون لاجئ على مستوى العالم في البلدان النامية. غالبًا ما تعاني هذه البلدان من ضعف البنية التحتية التعليمية، مما يشكل تحديًا إضافيًا لتعليم اللاجئين.

### تعليم الشباب
على الرغم من وجود ما يقرب من 13% من الأطفال اللاجئين الذين لا يتمتعون بخبرة تعليمية، فإن نحو 76% من اللاجئين لا يحصلون على تعليم جامعي أو تعليم صناعي، وفقاً لمسح أجري في عام 2016 (Bundesagentur für Arbite). ويترك اللاجئون المدارس لأسباب مختلفة مثل رفض اقرانهم والافتقار إلى الدعم من المدرسة والآباء والافتقار إلى الكفاءة اللغوية فبعد أن تسافر أسرة لاجئة إلى بلد جديد طالبة اللجوء يتعين على الأطفال «تعلم لغة جديدة، والتكيف مع منهج دراسي جديد، والتكيف مع وجودهم في بيئة مدرسية مرة أخرى» (موريس كريل، وإليف كيسكينر، وينس شنايدر، وفرانس ليلي، وصفورة غامينيا) بمجرد ذهابهم إلى المدرسة في هذا البلد الجديد. إن الحاجز اللغوي في دولة جديدة محدود للغاية ويجبر الطفل على أن يكون في أدنى مستوى من الفصول الدراسية حتى ولو كانوا يعرفون بالفعل المعلومات (لينا هوما).
كما أن هؤلاء الأطفال يفتقرون إلى أسس التعليم من خلال عدم تسجيلهم في المدرسة الابتدائية. يوجد حوالي 7.1 مليون طفل لاجئ في سن الدراسة ولكن حوالي 3.7 مليون من هؤلاء الأطفال غير مسجلين في المدرسة (المفوضية السامية للأمم المتحدة لشؤون اللاجئين). لا يؤدي حاجز اللغة إلى تراجع الأطفال فحسب بل يؤدي كذلك إلى نقص التعليم الأساسي.
كما أن الانقطاع المستمر في تعليم اللاجئ عن الانتقال يمثل تحديًا كبيرًا لتعليمهم وكان لا بد من إيواء العديد من عائلات اللاجئين في ملاجئ مؤقتة ولكن بعد ذلك اضطروا إلى «الانتقال عدة مرات من أجل السكن في مراكز طالبي اللجوء الدائمة» (موريس كرول، وأليف كيسكينر، وجنس شنايدر، وفرانس ليلي، وسافورة غيمينيا). بسبب كل هذا التحرك سيتعين على الأطفال البدء في مدرسة جديدة في كل مرة ينتقلون فيها إذا كانت الأسرة ستذهب إلى بلد مختلف تمامًا فسيتعين على الأطفال بدء تعليمهم من جديد بسبب حاجز اللغة الجديد.

### التمويل
ولا يزال تمويل تعليم اللاجئين ناقصا. وفقا لتقرير رصد التعليم العالمي، تقرير الشباب لعام 2019، تم إنفاق ما يقدر بنحو 800 مليون دولار على تعليم اللاجئين في عام 2016، مقسمة بالتساوي تقريبا بين المساعدات الإنسانية والإنمائية وهذا لا يمثل سوى ثلث الفجوة التمويلية المقدرة في الآونة الأخيرة وإذا ما استخدم المجتمع الدولي المساعدات الإنسانية فقط، فيتعين على حصة التعليم أن تزيد عشرة أضعاف لتلبية احتياجات اللاجئين التعليمية ويتطلب تحسين تمويل تعليم اللاجئين سد المعونة الإنسانية والإنمائية تمشيا مع الالتزامات الواردة في إعلان نيويورك بشأن اللاجئين والمهاجرين.

## تحسينات تعليمية
يمكن أن يساعد تحسين الاحتياجات التعليمية اللاجئين والمهاجرين والمشردين على تحقيق كامل إمكاناتهم. يمكن أن تساعد برامج التعليم غير النظامي في تقوية الشعور بالانتماء. تدعم مهارات معرفة القراءة والكتابة التواصل الاجتماعي والثقافي والرفاه المادي والاجتماعي والاقتصادي، ولكن الحواجز تحد من الوصول إلى برامج اللغة للبالغين والنجاح فيها في بعض البلدان. أظهر استطلاع عام 2016 لطالبي اللجوء في ألمانيا أن 34٪ كانوا يعرفون القراءة والكتابة بخط لاتيني، و51٪ يعرفون القراءة والكتابة بخط آخر، و15٪ أميون. ومع ذلك، كانوا الأقل احتمالا لحضور دورة محو الأمية أو اللغة. 

### المناهج والكتب المدرسية
يمكن أن يساعد المحتوى التعليمي الملائم المواطنين في معالجة المعلومات بشكل نقدي وتعزيز مجتمعات متماسكة. يمكن أن ينشر المحتوى غير الملائم مفاهيم سلبية أو جزئية أو حصرية أو رافضة للمهاجرين واللاجئين. غالبًا ما تتضمن المناهج والكتب المدرسية صورًا قديمة للهجرة والنزوح. وفقًا للبحث، وافق 81٪ من المشاركين في دول الاتحاد الأوروبي على أن المواد المدرسية يجب أن تغطي التنوع العرقي. من خلال عدم معالجة التنوع في التعليم، تتجاهل البلدان قوتها في تعزيز الاندماج الاجتماعي والتماسك. أظهر تحليل عالمي أن تغطية الكتب المدرسية في العلوم الاجتماعية لمنع النزاعات وحلها (أي مناقشة المحاكمات المحلية أو الدولية، ولجان الحقيقة والتعويضات الاقتصادية) كانت منخفضة عند حوالي 10٪ من النصوص في الفترة 2000-2011.

### تدريب المعلمين
المعلمون المتضررون من الهجرة والنزوح ليسوا مستعدين بشكل كافٍ للقيام بالمهام الأكثر تعقيدًا، مثل إدارة الفصول الدراسية متعددة اللغات ومساعدة الأطفال الذين يحتاجون إلى الدعم النفسي والاجتماعي. في ستة بلدان أوروبية، شعر نصف المعلمين بعدم وجود دعم كاف لإدارة التنوع في الفصل الدراسي. [2] في الجمهورية العربية السورية، 73٪ من المعلمين الذين شملهم الاستطلاع لم يتلقوا أي تدريب على تزويد الأطفال بالدعم النفسي والاجتماعي. غالبًا ما تتفاعل سياسات توظيف وإدارة المعلمين ببطء شديد مع الاحتياجات الناشئة. ألمانيا بحاجة إلى 42000 معلم ومعلم إضافي، وتركيا بحاجة إلى 80000 معلم وأوغندا بحاجة إلى 7000 مدرس ابتدائي لتعليم جميع اللاجئين الحاليين.

### الاعتراف بالمؤهلات
يمكن ان يسهل الاعتراف بالمؤهلات المهنية. إذا كان المهاجرون واللاجئون يفترقون إلى فرص العمل التي تستخدم مهاراتهم، فمن غير المرجح أن يطوروها أكثر. ومع ذلك، فان اقل من ربع المهاجرين العالميين مشمولون باتفاقية ثنائية للاعتراف بالمؤهلات. غالباً ما تكون الآليات الحالة مجزأة أو معقدة للغاية بحيث لا تلبي احتياجات المهاجرين واللاجئين وينتهي بها الأمر إلى نقص الاستفادة منها.

### التعلم المتنقل

نموذج إنساني - منظمة - تكنولوجي لرسم خريطة لقيم التعلم المتنقل للاجئين

التعلم المتنقل للاجئين يضمن حصول اللاجئين والنازحين على تعليم جيد ومنصف وشامل وفرص التعليم مدى الحياة من خلال تقنيات الهاتف المحمول الرقمية. يلعب التعلم المتنقل دوراً رئيسياً في التعلم غير الرسمي للاجئين. تشير زيادة وصول اللاجئين إلى تقنيات الهواتف المحمولة الرقمية إلى ان الاستفادة من هذه الادوات بشكل متكرر يمكن ان تكون مصدراً لدعم تقديم التعليم وخدمات الإدارة ودعم اللاجئين.

### أنظمة التعليم الوطنية
يوفر دمج الأطفال والشباب اللاجئين في الأنظمة الوطنية الأدوات اللازمة لإدماج الأفراد والمجتمعات ويمكن أن يعزز القبول المتبادل والتسامح والاحترام في حالات الاضطرابات الاجتماعية.
في السنوات الأخيرة، تحركت الحكومات نحو إدراج المهاجرين واللاجئين في أنظمة التعليم الوطنية. يتم التخلي عن الممارسات نتيجة للقرارات التطلعية والبراغماتية السياسية والتضامن الدولي.  تعترف الدول الأطراف في الاتفاق العالمي للهجرة الآمنة والمنظمة والنظامية لعام 2018 والميثاق العالمي بشأن اللاجئين، اللذين يشيران إلى التعليم، بالتعليم باعتباره فرصة من بين 21 دولة ذات دخل مرتفع، تبنت أستراليا وكندا التعددية الثقافية في مناهجها بحلول عام 1980 وبحلول عام 2010، تم اعتماده في فنلندا وأيرلندا ونيوزيلندا والسويد، وتم اعتماده جزئيًا في أكثر من ثلثي البلدان.
تنفذ دول مثل تشاد وجمهورية إيران الإسلامية وتركيا تدابير لضمان التحاق اللاجئين السودانيين والأفغان والسوريين وغيرهم بالمدارس جنبًا إلى جنب مع المواطنين. في إعلان جيبوتي لعام 2017 بشأن تعليم اللاجئين الإقليمي، التزم سبعة وزراء تعليم من شرق إفريقيا بإدراج تعليم اللاجئين والعائدين في الخطط القطاعية بحلول عام 2020. 
منذ عام 2006، قامت الصين بمراجعة النظام بشكل تدريجي، حيث تطلب من السلطات المحلية توفير التعليم للأطفال المهاجرين، وإلغاء الرسوم المدرسية العامة لهم، ورفض الإقامة المسجلة للمهاجرين من الحصول على التعليم في الهند، ألزم قانون الحق في التعليم لعام 2009 السلطات المحلية قانونًا بقبول الأطفال المهاجرين، بينما توصي الإرشادات الوطنية بالقبول المرن، والبيوت الموسمية، ودعم النقل، ومتطوعي التعليم المتنقلين وتحسين التنسيق بين الولايات والمقاطعات. 